# Verchojansk
Verchojansk (rusky Верхоя́нск, jakutsky Үөһээ Дьааҥы) je město v republice Sacha na Dálném Východě v Rusku. Leží asi 4 750 km severovýchodovýchodně od hlavního města Moskvy (vzdušnou čarou) a 440 km jižně od Severního ledového oceánu (+11 časových pásem od Greenwiche, +10 časových pásem od České republiky). Město má přibližně 1 300 obyvatel, ale jejich počet rok od roku klesá.

## Geografie
Verchojansk leží na řece Jana (rusky: Яна), která ústí do Severního ledového oceánu. Na západ od města se rozléhá Verchojanské pohoří.
Ve městě se nachází malý nákladní přístav, a letiště s jednou přistávací dráhou.
Jde o jedno z nejmenších měst v celém Rusku, menší je např. Čekalin v Tulské oblasti. Sídla s menším počtem obyvatel už mají status vesnice.

## Historie
Město bylo založeno skupinou ruských kozáků pod vedením Ilji Perfiljeva v roce 1638, 90 km jihozápadně od současné polohy, kam bylo město přesunuto v roce 1775. V 60. letech 19. století sem byli posíláni do vyhnanství političtí vězni. Pobýval zde například polský spisovatel Wacław Sieroszewski.

## Obyvatelstvo
Vývoj počtu obyvatel udává následující graf.

## Klima
Výkyvy teploty jsou zde vysoké. Zatímco v zimě může být až -55 °C, v létě teplota sahá až k 30 °C (rekordy jsou -68,9 °C, +39 °C – což z Verchojansku činí město s nejvyššími výkyvy teplot na světě za rok). Podrobné informace přináší následující klimagram:

| Verchojansk – podnebí          | Verchojansk – podnebí | Verchojansk – podnebí | Verchojansk – podnebí | Verchojansk – podnebí | Verchojansk – podnebí | Verchojansk – podnebí | Verchojansk – podnebí | Verchojansk – podnebí | Verchojansk – podnebí | Verchojansk – podnebí | Verchojansk – podnebí | Verchojansk – podnebí | Verchojansk – podnebí |
| Období                         | leden                 | únor                  | březen                | duben                 | květen                | červen                | červenec              | srpen                 | září                  | říjen                 | listopad              | prosinec              | rok                   |
| ------------------------------ | --------------------- | --------------------- | --------------------- | --------------------- | --------------------- | --------------------- | --------------------- | --------------------- | --------------------- | --------------------- | --------------------- | --------------------- | --------------------- |
| Nejvyšší teplota [°C]          | −9,5                  | −0,3                  | 4,5                   | 14,3                  | 28,1                  | 34,0                  | 37,3                  | 33,7                  | 25,1                  | 14,5                  | 1,1                   | −5,3                  | 37,3                  |
| Průměrné denní maximum [°C]    | −42,7                 | −36,6                 | −20,0                 | −3,1                  | 9,8                   | 20,0                  | 23,1                  | 18,4                  | 8,5                   | −9,0                  | −32,4                 | −40,2                 | −7,3                  |
| Průměrná teplota [°C]          | −45,9                 | −42,0                 | −30,2                 | −12,5                 | 3,5                   | 13,2                  | 15,9                  | 11,0                  | 2,4                   | −14,6                 | −36,5                 | −43,5                 | −14,7                 |
| Průměrné denní minimum [°C]    | −48,9                 | −46,1                 | −38,5                 | −22,1                 | −3,0                  | 6,2                   | 8,8                   | 4,3                   | −2,7                  | −19,3                 | −39,9                 | −46,7                 | −20,5                 |
| Nejnižší teplota [°C]          | −67,8                 | −69,8                 | −60,3                 | −57,2                 | −34,2                 | −7,9                  | −3,2                  | −9,9                  | −21,7                 | −48,7                 | −57,2                 | −64,5                 | −69,8                 |
| Průměrné srážky [mm]           | 6                     | 6                     | 5                     | 6                     | 12                    | 28                    | 33                    | 32                    | 14                    | 13                    | 10                    | 8                     | 173                   |
| Zdroj: Pogoda i klimat (rusky) |                       |                       |                       |                       |                       |                       |                       |                       |                       |                       |                       |                       |                       |